# 勒姆尼庫瑟拉特
45°22′48″N 27°3′36″E / 45.38000°N 27.06000°E
勒姆尼庫瑟拉特（羅馬尼亞語：Râmnicu Sărat），是羅馬尼亞的城鎮，位於該國東南部，由布澤烏縣負責管轄，面積8.8平方公里，海拔高度118米，2011年人口33,843，人口密度每平方公里4,678人。